# Rhabdus rectius
Rhabdus rectius är en blötdjursart som först beskrevs av Carpenter 1864.  Rhabdus rectius ingår i släktet Rhabdus och familjen Rhabdidae. Inga underarter finns listade i Catalogue of Life.